# Andrzej Sazonowicz
Andrzej Sazonowicz (ur. 22 sierpnia 1973 w Białymstoku) – polski piłkarz grający na pozycji pomocnika, trener piłkarski.

## Kariera
W 1990 roku zajął wraz z reprezentacją Polski trzecie miejsce w mistrzostwach Europy U-16. W rundzie wiosennej sezonu 1990/1991 został piłkarzem Legii Warszawa, dokąd przeszedł z Gwardii Białystok. Do 1992 roku rozegrał w barwach tego klubu 20 meczów ligowych, po czym grał w warszawskich klubach niższych lig: Polonii, rezerwach Legii oraz Hutniku, a także w Hetmanie Białystok. W 1994 roku przebywał na testach w FC Schalke 04. W pierwszym zespole Legii zagrał ponownie w sezonie 1997/1998. W latach 1998–2001 był piłkarzem Świtu Nowy Dwór Mazowiecki. W dalszym etapie kariery reprezentował jeszcze barwy LKS Gomunice, MKS Myszków, ŁKS Łomża, Żbiku Nasielsk, Pogoni Grodzisk Mazowiecki oraz Naprzodu Zielonki. Karierę zawodniczą zakończył w Świcie Nowy Dwór Mazowiecki.
W sezonie 2013/2014 był trenerem rezerw Świtu Nowy Dwór Mazowiecki. W 2015 roku natomiast został trenerem juniorów Świtu.

## Statystyki ligowe
Opracowano na podstawie materiału źródłowego
| Sezon         | Klub                         | Liga          | Mecze | Gole |
| ------------- | ---------------------------- | ------------- | ----- | ---- |
| 1990/1991 (w) | Legia Warszawa               | I liga        | 10    | 0    |
| 1991/1992     | Legia Warszawa               | I liga        | 10    | 0    |
| 1992/1993 (j) | Legia Warszawa               | I liga        | 0     | 0    |
| 1992/1993 (w) | Polonia Warszawa             | II liga       | 3     | 0    |
| 1992/1993 (w) | Legia II Warszawa            | III liga      | ?     | ?    |
| 1993/1994 (j) | Hutnik Warszawa              | II liga       | 17    | 3    |
| 1993/1994 (w) | Legia II Warszawa            | III liga      | ?     | ?    |
| 1994/1995 (j) | Legia II Warszawa            | III liga      | ?     | ?    |
| 1994/1995 (w) | Hutnik Warszawa              | II liga       | 11    | 0    |
| 1995/1996     | Hutnik Warszawa              | II liga       | 32    | 9    |
| 1996/1997     | Hetman Białystok             | III liga      | ?     | ?    |
| 1997/1998 (j) | Legia Warszawa               | I liga        | 3     | 0    |
| 1997/1998 (w) | Świt Nowy Dwór Mazowiecki    | II liga       | 13    | 1    |
| 1998/1999     | Świt Nowy Dwór Mazowiecki    | III liga      | ?     | ?    |
| 1999/2000     | Świt Nowy Dwór Mazowiecki    | II liga       | 38    | 5    |
| 2000/2001     | Świt Nowy Dwór Mazowiecki    | II liga       | 10    | 0    |
| 2001/2002     | LKS Gomunice                 | III liga      | ?     | ?    |
| 2002/2003     | MKS Myszków                  | III liga      | ?     | ?    |
| 2003/2004 (j) | ŁKS Łomża                    | IV liga       | ?     | ?    |
| 2003/2004 (w) | Świt II Nowy Dwór Mazowiecki | liga okręgowa | ?     | ?    |
| 2004/2005     | Żbik Nasielsk                | IV liga       | ?     | ?    |
| 2005/2006     | Żbik Nasielsk                | IV liga       | ?     | ?    |
| 2006/2007 (j) | Pogoń Grodzisk Mazowiecki    | IV liga       | ?     | ?    |
| 2006/2007 (w) | Naprzód Zielonki             | V liga        | ?     | ?    |
| 2008/2009     | Świt Nowy Dwór Mazowiecki    | III liga      | 5     | 0    |
| 2013/2014     | Świt II Nowy Dwór Mazowiecki | klasa A       | ?     | ?    |